# جوستين ليفي
جوستين ليفي (بالفرنسية: Justine Lévy)‏ (27 سبتمبر 1974، الدائرة السادسة عشرة في باريس في فرنسا)؛ كاتِبة وروائية فرنسية.